# 渋沢栄一記念財団
公益財団法人渋沢栄一記念財団（しぶさわえいいちきねんざいだん）は、渋沢栄一の理念に基づき、経済道義を高揚することを目的とする非営利団体。
前身は1886年に結成された龍門社で、2003年11月より財団法人渋沢栄一記念財団に名称が変更され、2010年9月からは公益財団法人となった。具体的な活動としては、博物館「渋沢史料館」の運営、デジタル版『渋沢栄一伝記資料』や「渋沢社史データベース」など歴史的資料の情報化による活用促進と知的ネットワークの構築、および渋沢栄一研究の推進などを行っている。

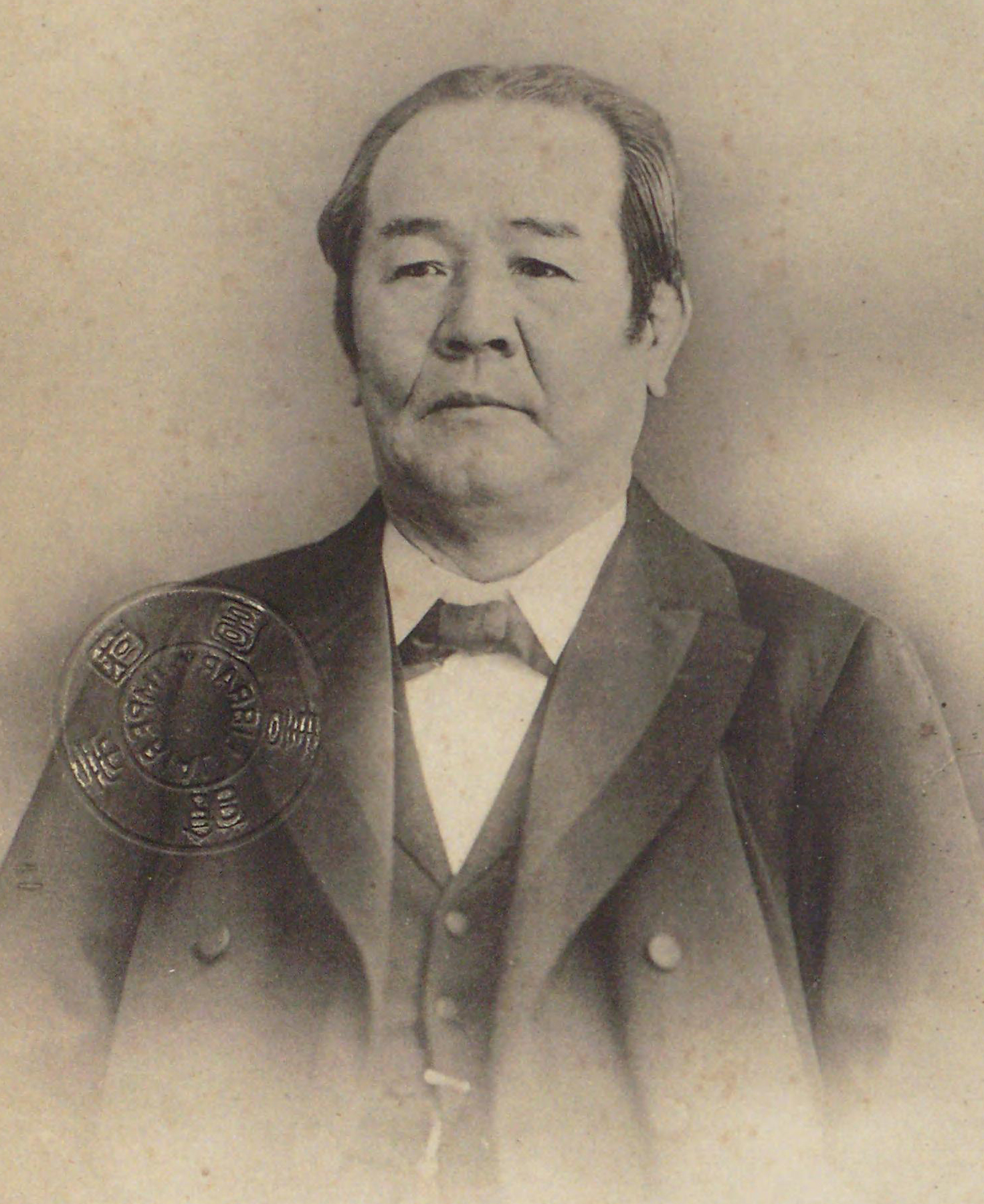
渋沢栄一。

## 沿革
2003年以前については竜門社を参照。
- 2003年（平成15年）11月 - 竜門社から財団法人渋沢栄一記念財団へ改組、名称変更[3]。実業史研究情報センターを発足[4]。初代理事長は渋沢雅英（渋沢家当主、栄一の曾孫）。
- 2010年（平成22年）9月 - 公益法人認定法に基づき、公益財団法人となる[3]。
- 2015年（平成27年）4月 - 組織改編、実業史研究情報センターは情報資源センター、研究部は研究センターへ名称変更[5]。
- 2020年（令和2年） - 前身の竜門社時代から23年にわたり理事長を務めた渋沢雅英が高齢のため退任し、樺山絋一が理事長となる[6]。なお、渋沢雅英は非常勤の相談役として引き続き財団に従事している。

## 歴代理事長
- 初代：渋沢雅英。栄一の曾孫で渋沢家当主。前身の竜門社時代の1997年から2020年までの通算23年間に渡り、理事長を務めた（現在は非常勤の相談役となっている）。また2023年現在、生前の栄一と面識ある唯一の存命の子孫となっている。
- 2代：樺山紘一。高齢となった渋沢雅英に代わり、2020年から現在に至るまで理事長を務めている。

## 主な事業内容
- 渋沢史料館、情報資源センター、研究センターの運営[7]。
- 多岐にわたる渋沢栄一の活動について、「渋沢栄一関連会社名・団体名変遷図」[8]や「デジタル版『渋沢栄一伝記資料』」[9]など、関連資料や情報を整理・再構築した情報源を案内[10]。
- 様々な企業の社史をデジタル化しデータベース化したウェブサイト「渋沢社史データベース」の制作・提供[11]。
- 埼玉県が主催し、日本全国の企業経営者を対象とする「渋沢栄一賞」を共催[7]。
- 埼玉県が主催し、県内の中小企業を対象とする「渋沢栄一ビジネス大賞」の後援[7]。
- 日仏会館・読売新聞社が主催し、日本とフランスのそれぞれ相手国の文化に関する優れた研究成果（著作や翻訳書）に対して授与される「渋沢・クローデル賞」への協賛[7]。
- 機関誌『青淵（せいえん）』の発行[12]。

## 出版物
渋沢栄一記念財団の主な刊行物は次の通り。
- 『渋沢栄一を知る事典』渋沢栄一記念財団編 （東京堂出版、2012.10）[14]
- 『世界のビジネス・アーカイブズ : 企業価値の源泉』渋沢栄一記念財団実業史研究情報センター編 （日外アソシエーツ、2012.03）[15]
- 『Rediscovering Shibusawa Eiichi in the 21st century』 [英文財団史] edited by Gil Latz （Shibusawa Eiichi Memorial Foundation、c2014）[16]
- 『渋沢栄一記念財団の挑戦』渋沢栄一記念財団編（不二出版、2015.10）[17]
- シリーズ出版『渋沢栄一と「フィランソロピー」』（全8巻）（ミネルヴァ書房、2017-）[18]

## 顕彰歴
情報資源センター（旧実業史研究情報センター）はこれまでに次の賞を受賞している。
- 2009年 - 2009年度グッドデザイン賞[19]
- 2009年 - Library of the year 2009 優秀賞（知的資源イニシアティヴ主催）[20]
- 2017年 - 第19回図書館サポートフォーラム賞[21]
- 2019年 - デジタルアーカイブ学会第1回学会賞（実践賞）[22]